# Pseudoliarus obliterata
Pseudoliarus obliterata är en insektsart som först beskrevs av Kusnezov 1937.  Pseudoliarus obliterata ingår i släktet Pseudoliarus och familjen kilstritar. Inga underarter finns listade i Catalogue of Life.